# 걸카인드
걸카인드(Girlkind)는 2018년 1월 17일 데뷔한 넥스트레벨 엔터테인먼트의 4인조 걸 그룹이다. "FANCI"라는 첫 디지털 싱글로 데뷔했다.

## 구성원
- 메딕 진
- 지강
- 세흔
- 엘린

### 이전 구성원
- Sun J

## 디스코그래피

### EP
- Life Is Diamond (2019년 8월 28일)

### 싱글
2018년
- "FANCI"
- "S.O.R.R.Y"

2020년
- "Future (퓨쳐)"
- "Psycho4U"

2021년
- "Good Vibes Only (이 분위기에 취해)"